# 城北街道 (北流市)
城北街道，是中华人民共和国广西壮族自治区玉林市北流市下辖的一个乡镇级行政单位。

## 行政区划
城北街道下辖以下地区：
富林塘社区、百花社区、清湖社区和大风门社区。